# 小行星8914
小行星8914（英語：8914 Nickjames）是一颗围绕太阳公转的小行星。1995年12月25日，B. G. W. Manning在伍斯特郡发现了此天体。
这颗小行星的绝对星等为289.183183453009等。